# Julie Richardson
Julie Richardson (Auckland, 30 marzo 1967) è un'ex tennista neozelandese.

## Biografia
In carriera ha vinto 7 titoli di doppio. Nei tornei del Grande Slam ha ottenuto il suo miglior risultato raggiungendo i quarti di finale di doppio a Wimbledon nel 1987, 1992 e 1993, agli US Open nel 1993 e agli Australian Open nel 1994.
In Fed Cup ha disputato un totale di 31 partite, ottenendo 11 vittorie e 20 sconfitte.

## Statistiche

### Doppio

#### Vittorie (7)
| Numero | Anno             | Torneo                                 | Superficie | Compagna             | Avversarie in finale             | Punteggio     |
| 1.     | 20 ottobre 1985  | Japan Open Tennis Championships, Tokyo | Cemento    | Belinda Cordwell     | Laura Gildemeister Beth Herr     | 6-4, 6-4      |
| 2.     | 26 ottobre 1986  | Singapore Open, Singapore              | Cemento    | Anna Maria Fernández | Sandy Collins Sharon Walsh-Pete  | 6-3, 6-2      |
| 3.     | 1º febbraio 1987 | ASB Classic, Auckland                  | Cemento    | Anna Maria Fernández | Gretchen Magers Elizabeth Minter | 4-6, 6-4, 6-2 |
| 4.     | 3 maggio 1987    | Singapore Open, Kallang                | Cemento    | Anna Maria Fernández | Barbara Gerken Heather Ludloff   | 6-1, 6-4      |
| 5.     | 24 luglio 1988   | Schenectady Open, Schenectady          | Cemento    | Ann Henricksson      | Lea Antonoplis Cammy MacGregor   | 6-3, 3-6, 7-5 |
| 6.     | 10 febbraio 1991 | Wellington Classic, Wellington         | Cemento    | Jo-Anne Faull        | Belinda Borneo Clare Wood        | 2-6, 7-5, 7-6 |
| 7.     | 4 ottobre 1992   | Taiwan Open, Taipei                    | Cemento    | Jo-Anne Faull        | Amanda Coetzer Cammy MacGregor   | 3-6, 6-3, 6-2 |

### Doppio

#### Finali perse (7)
| Numero | Anno             | Torneo                         | Superficie | Compagna             | Avversarie in finale                 | Punteggio     |
| 1.     | 7 febbraio 1988  | Fernleaf Classic, Wellington   | Cemento    | Belinda Cordwell     | Patty Fendick Jill Hetherington      | 3-6, 3-6      |
| 2.     | 24 aprile 1988   | Taiwan Open, Taipei            | Sintetico  | Belinda Cordwell     | Patty Fendick Ann Henricksson        | 2-6, 6-2, 2-6 |
| 3.     | 11 febbraio 1990 | Wellington Classic, Wellington | Cemento    | Michelle Jaggard-Lai | Natalija Medvedjeva Leila Meskhi     | 3-6, 6-2, 4-6 |
| 4.     | 28 ottobre 1990  | Puerto Rico Open, Dorado       | Cemento    | Amy Frazier          | Elena Brjuchovec Natalija Medvedjeva | 4-6, 2-6      |
| 5.     | 3 febbraio 1991  | ASB Classic, Auckland          | Cemento    | Jo-Anne Faull        | Patty Fendick Larisa Neiland         | 3-6, 3-6      |
| 6.     | 9 febbraio 1992  | Wellington Classic, Wellington | Cemento    | Jo-Anne Faull        | Belinda Borneo Clare Wood            | 0-6, 6-7      |
| 7.     | 6 febbraio 1994  | ASB Classic, Auckland          | Cemento    | Jenny Byrne          | Patricia Hy Mercedes Paz             | 4-6, 6-7      |